# 杨集镇 (灌云县)
杨集镇是中华人民共和国江苏省连云港市灌云县下辖的一个镇。
2013年1月6日，江苏省人民政府批复同意撤销杨集镇、沂北乡，将原杨集镇和沂北乡所辖区域合并，设立新的杨集镇，镇政府驻原杨集镇镇东村。

## 行政区划
杨集镇下辖以下村级行政区划单位：
三星社区、城西村、城东村、利华村、镇东村、镇北村、五福庄村、邵庄村、丰圩村、连成村、学田村、界南村、蒋庄村、孙跳村、农旭村、广丰村、孙小港村、庄场村、方庄村、顺兴村、新安村、长流村、曙光村、同阳村、萌旭村、元兴村、小乔圩村、通榆村、新庄村、三图村、潮河村、镇南村、南湾村、双湾村、兴联村、何庄村、后三村、老庄村、春旭村和沂河村。